# Олга Кобилянска
Олга Юлианивна Кобилянска (на украински: Кобилянська Ольга Юліанівна) е украинска модернистка писателка и феминистка.

## Биография
Кобилянска е родена на 27 ноември 1863 г. в Гура Гомора (Гума Гуморулуй), Буковина, Австро-Унгария, днес в окръг Сучава, Румъния, в семейството на дребен чиновник от украински благороднически произход от централна Украйна. Тя е четвъртото от седем деца на Мария Вернер и Юлиян Якович Кобилянски. Германският поет Фридрих Лудвиг Цахариас Вернер ѝ е далечен роднина. Мария Вернер е полякиня от германски произход, кръстена в гръцко-католическата вяра и научила местния диалект на украинския език. Единият от братята на Олга – Степан Юлиянович – става портретист, а друг – Юлиян Юлиянович – филолог и е автор на няколко учебници по латински език.

### Ранни години
Кобилянска е най-вече самоука, като получава едва четири годишно формално образование на немски език.  В семейството се говори на украински език, чете свободно и на полски език. Чете книги на немските класици, Тарас Шевченко, руски писатели, немски преводи на английски, шведски, норвежки и други автори. Определя националното си самосъзнание като украинско. Пише първите си стихотворения на немски, започвайки от 13 – 14-годишна възраст.  През 1868 г. се мести със семейството си в Сучава, където баща ѝ започва работа. Там се среща с Олга Устиянович, дъщеря на украинския писател Микола Устиянович. През 1889 г. се мести при родителите на майка ѝ в село Димка (днес част от Хлибоцки район, Чернивецка област). През 1973 г. там е открит музей в нейна памет.

### Чернивци
През 1891 се мести да живее в Чернивци. Там се среща с Наталия Кобринска (Озаркевич) и се влюбва в брата на Кобринска, доктор Йевхен Озаркевич (Євген Озаркевич).
Запознава се и с доктор София Окуневска, която говори на украински и започва да пише на украински. 
През 1894 г. Кобилянска е една от инициаторките на Асоциацията на рутенските жени в Буковина, чиято програма тя включва в брошурата си Нещо за идеята на феминисткото движение.  Една от най-известните ѝ творби, която показва политическите и социалните ѝ възгледи е повестта ѝ „Царкинята“ (Царівна), публикувана за първи път във вестник Буковина през 1895 г. По-късно пише и „Божа майка“, „Просякиня“, „Покорство“, „Аристократка“ (1896), „Импровизирана фантазия“ (Impromtu phantasie), „Меланхоличен валс“ (Valse melancolique, 1898) и други. Последната от тези творби показва новаторско отношение към еднополовата любов и частично се основава на личния опит на Кобилянска. Едновременно с това някои от нейните абстрактно-символични творби, както поезия, така и проза, са публикувани в ред местни списания като „Свят“ (Світ) и „Украинска шапка“ (Українська хата).
Вследствие на занемарена простуда, Кобилянска се разболява от частична парализа – заболяване, което има до края на живота си. 
През 1890-те тя има романтична връзка с литературния критик Осип Маковей, който защитава творбите на Кобилянска и одобрява силните, независими, образовани героини, които отстояват правото си на сексуално удовлетворение. Двамата се разделят през 1901 г., когато Кобилянска среща и се влюбва в писателката Леся Украинка (1871 – 1913). Двете се радват на интензивна, страстна връзка, която изживяват най-вече посредством писмена кореспонденция, тъй като болести и обстоятелства попречват на двойката да живее заедно. 

Други известни нейни романи са „Земя“ (Земля, 1902) за братоубийството заради собственост и „В неделя рано билки брала“ (В неділю рано зілля копала, 1909). За втората Витали Чернетски пише: 
Действието в книгата е базирано на добре известната украинска народна песен „Ой не ходи Грицю“, приписвана на украинската певица Маруся Чурай.  В нея млад мъж, Хриц, ухажва две млади жени едновременно. Една от двете, в изблик на отчаяние, отравя любимия си с билка. Тъй като сюжетът на книгата е известен на читателя от самото начало, вниманието му се обръща към представянето: приложените разказни техники, описанието на природата, селските обичаи и ритуали и второстепенните сюжетни линии и детайли, представени от авторката. Сюжетът на книгата е развит посредством въвеждането на нови герои, номадски цигани, които се местят между [провинциална област в украинските Карпати] и Унгарската равнина и играят ключова роля в текста. Този елемент на това, което съвременни културни изследвания биха нарекли „хибридност“, отличава романа на Кобилянска от творбите на украински модернисти, които се занимават с теми, свързани с фолклора. 
Михайло Старицки по-късно пише пиеса със същото име „В неделя рано билки брала“, която също е преведена на няколко езици. По-късно Кобилянска се среща и пътува с украинци като Леся Украинка, Иван Франко, Васил Стефаник и Михайло Коцюбински, който оказва влияние върху културните и политическите и възгледи.  Заедно с други писатели като Марко Черемшина, Осип Маковей, Катря Хриневичева, тя описва Първата световна война. Някои от историите ѝ от този период са „Юда“, „Писмото на осъден войник до съпругата му“ (Лист засудженого вояка до своєї жінки) и други.
Олга Кобилянска умира на 21 март 1942 в Чернаути (Чернивци), Чернаутска област (Чернивецка област), Румъния (днес Украйна).

### Стил на писане
Творбите ѝ са повлияни от Жорж Санд и Фридрих Ницше. Кобилянска се интересува от украинските селяни и често пише за живота им. Описва борбата между доброто и злото и мистичните сили на природата, предопределеността, магията и ирационалното в много от историите ѝ за селския живот. Творбите ѝ са известни с импресионистичните си, лирични описания на природата и изкусните ѝ психологични описания. 
Творбите на Кобилянска са публикувани в много издания и сборници. През 1944 г. в Чернивци е открит музей, посветен на нея, разположен в сградата, в която живее от 1938 до 1942 г.
Цитати
| “ | Докато Господ ми дава сили и докато живея ще работя. Съдбата ни е да работим, защото почивката след това ще е безкрайна. | ” |

| “ | Ненавиждам покорството, в писмо до Осип Маковей | ” |

| “ | Българският писател (за съжаление вече покоен) Петко Тодоров, който лично ме посети през 1903 година, обърна вниманието ми върху народните песни, върху тяхното богатство и свежест. Спрях се на неговите мисли, изказани пред мен, и написах „В неделя рано билки брала...“. Героите са типове от действителния живот, които опознах сред планините: циганката Мавра, стария Андронати, баща ѝ, Гриц – един познат самотник гуцул, а останалото дорисува моята фантазия“, в писмо до приятели | ” |

## Избрана библиография
На български е издадена книгата „В неделя рано билки брала“ (В неділю рано зілля копала…, 1908), издателство „Народна култура“, 1980 г., 268 стр.